# Шампиньон таблитчатый
Шампиньо́н табли́тчатый (лат. Agaricus tabularis) — гриб из рода Шампиньон (Agaricus) семейства Шампиньоновые (Agaricaceae). Съедобные свойства неизвестны.

## Описание
Шляпка плоско—выпуклая, 5—10 см в диаметре, очень толстая, мясистая, плотная, беловатая, глубокотрещиноватая, с очень крупными чешуйками.
Мякоть беловатая, желтеющая при прикосновении.
Пластинки узкие, сначала белые, в зрелости чёрно—бурые.
Ножка 1—3 см шириной, 3—4 см высотой, толстая, широкая, плотная, с толстым кольцом.

## Распространение
Растёт на почве в пустынях, полупустынях, целинных степях. Ареал: Евразия, Северная Америка. Занесён в Красную книгу Украины. Охраняется в заповедниках Стрельцовская степь, Хомутовская степь, Каменные могилы, Аскания-Нова.